# Weidensandbiene

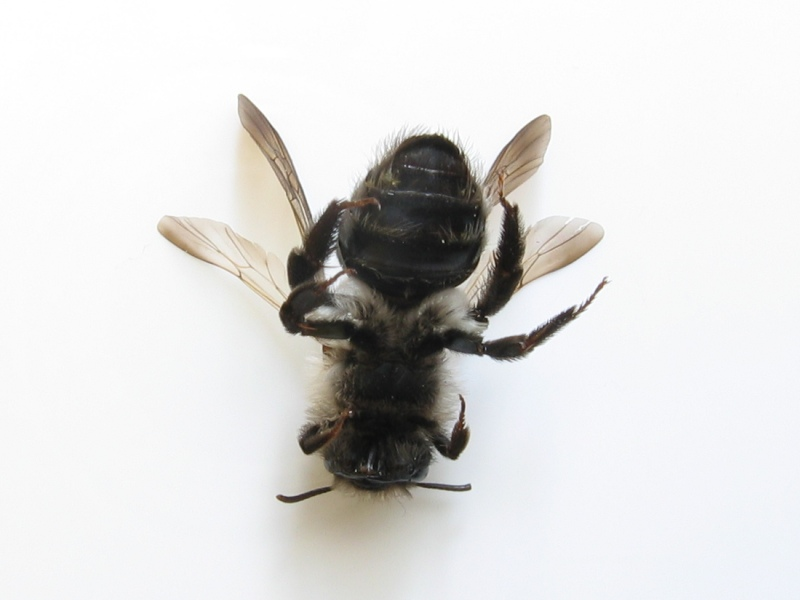
Unterseite der Weidensandbiene

Die Auen- oder Weidensandbiene (Andrena vaga) ist eine Sandbiene aus der Familie der Andrenidae.

## Merkmale
Die Bienen werden 11 bis 14 Millimeter lang, wobei die Männchen etwas kleiner als die Weibchen sind. Kopf sowie Thorax sind mit einer weißgrauen Behaarung versehen. Der Hinterleib ist schwarz gefärbt und besitzt nur eine sehr geringe Behaarung. Die Männchen besitzen säbelförmige Oberkiefer und nicht knotige Fühler. Sie haben im Vergleich mit den Weibchen helle Beine. Bei den hinteren Beinpaaren der Weibchen besitzen die Trochanter (Schenkelringe) eine Haarlocke (Flocculus), sie haben am Kopf eine samtartige Behaarung (Foveae) und ein gut ausgebildetes Pygidium.

### Ähnliche Arten
- Graue Sandbiene (Andrena cineraria) Die Weibchen der Grauen Sandbiene haben jedoch eine dunkle Querbinde hinten auf der Brust und die Männchen haben im Gegensatz zu den Männchen der Weiden-Sandbiene dunkle Beine.

## Vorkommen
Die Tiere kommen im gemäßigten Europa nördlich bis an den Polarkreis vor. Sie leben vor allem entlang von Flusstälern an sandigen und lehmigen Flächen, aber auch an Wegrändern und in Gärten und sind stellenweise häufig zu finden. Sie fliegen sehr früh von März bis Mai. In Großbritannien galt sie 68 Jahre als verschollen, bevor sie 2014 in der Grafschaft Kent wiederentdeckt wurde.

## Lebensweise
Die Tiere kommen im Frühjahr meist schon Anfang März hervor, wobei die von dem Parasiten Stylops melittae befallenen Tiere besonders früh erscheinen. Dann kann der Eindruck entstehen, als sei eine komplette Kolonie befallen. Die Männchen schlüpfen im Allgemeinen etwas früher als die Weibchen und fliegen emsig auf der Suche nach Weibchen dicht am Boden umher. Die Weibchen graben nach der Paarung einen 25–60 Zentimeter tiefen Gang in den Boden. An geeigneten Stellen bilden die Tiere Kolonien mit bis zu mehrere Tausend Individuen, in denen allerdings jedes Weibchen ihr eigenes Nest gräbt. Pro Quadratmeter findet man dann etwa 50 dieser separaten Nester. Die Nester bestehen aus einem Gang, der sich am Ende in Nebengänge verzweigt, an deren Ende nach und nach bis zu 10 Brutzellen angelegt werden. Über dem Eingang wird ein etwa fünf Zentimeter hoher Haufen aus Sand aufgehäuft. Ihren Namen verdanken die Weidensandbienen ihrer Spezialisierung auf den Pollen und Nektar von Weiden, den sie anschließend für ihre Brut sammeln. Man zählt sie zu den Beinsammlern, weil sie den Pollen mit verzweigten Haaren an ihren Hinterbeinen transportieren. Bei jedem Verlassen des Nestes wird der Eingang mit Sand zugeschüttet. Ein Klumpen aus Pollen, vermischt mit Nektar, wird in die Brutkammer eingetragen und ein Ei darauf gelegt. Die Zelle wird anschließend mit Sand verschlossen und der Bau einer weiteren Zelle beginnt. Im April oder Mai wird das Nest endgültig vollendet und das Weibchen stirbt. Die Larven ernähren sich von dem Gemisch und sind bereits am Ende des Frühjahrs ausgewachsen und spinnen in der Brutzelle einen Kokon. Darin verharren sie regungslos, bis sie sich im Hochsommer verpuppen. Sie überwintern in ihren Zellen und schlüpfen erst im nächsten Frühjahr.